# Sarceda (Boal)
Sarceda es una aldea perteneciente a la parroquia de Castrillón, en el concejo de Boal, comarca de Eo-Navia, Principado de Asturias, España.
Cuenta con una población de 17 habitantes (INE, 2013) y se encuentra a unos 360 m de altura sobre el nivel del mar, en la margen derecha del río Navia. Dista unos 11.5 km de la capital del concejo, tomando desde esta primero la carretera AS-12 en dirección a Grandas de Salime, desviándose luego, unos 600 m después de pasar Doiras, por la carretera que discurre sobre la presa del embalse, y luego, 700 m tras ésta, a la izquierda para subir hacia Silvón, desde donde finalmente se toma en una rotonda un desvío que lleva la citada localidad, a aproximadamente 1,6 km de distancia.